# Инешин, Андрей Валентинович
Андре́й Валенти́нович Инешин (эст. Andrei Inešin; род. 18 января 1967, Таллин) — эстонский стрелок, участник пяти летних Олимпийских игр, чемпион мира 2006 года в ските, призёр чемпионатов мира и Европы в команде.

## Спортивная биография
В детстве Андрей Инешин посещал множество разнообразных спортивных секций, но в итоге остановил свой выбор на стрельбе.
На чемпионате мира 1991 года в составе сборной СССР с Александром Черкасовым и Владимиром Соколовым Инешин завоевал серебряную медаль, а в личном первенстве стал пятым. В 1992 году Андрей Инешин дебютировал на Олимпийских играх. В соревнованиях в ските Андрей набрал 145 очков и занял лишь 25-е место.
На летних Олимпийских играх 1996 года Инешин выступал уже под флагом Эстонии. В соревнованиях в ските Андрей показал свой лучший результат за время выступления на Олимпийских играх. В квалификационном раунде эстонский стрелок набрал 121 очко, но для выхода в финал Инешину не хватило всего 1 балла и в итоге он занял только 7-е место. 1998 год стал для Андрея Инешина самым успешным за карьеру в рамках результатов, показанных на Кубке мира. За сезон ему удалось стать бронзовым призёром этапа в Брунее, а также выиграть финал Кубка мира в итальянском городе Монтекатини-Терме.
Летние Олимпийские игры 2000 года вновь сложились для Инешина не самым лучшим образом. В соревнованиях в ските эстонский спортсмен поразил 120 мишеней из 125 возможных и вместе с ещё тремя спортсменами разделил 19-е место.
В 2004 году Андрей Инешин принял участие в летних Олимпийских играх по приглашению комиссии. По сравнению с прошлыми играми эстонский стрелок ухудшил свои показатели, поразив только 119 мишеней и заняв лишь 21-е место. В 2006 году Андрей Инешин завоевал свою самую значимую международную награду, став чемпионом мира в ските.
В 2008 году Андрей Инешин принял участие в своих пятых летних Олимпийских играх, но результат, показанный эстонским стрелком оказался самым худшим за всё время участия в играх. Из 125 мишеней в соревнованиях в ските Инешин смог поразить только 115 и занял итоговое 18-е место.

## Личная жизнь
- Женат. Имеет трёх сыновей.

## Интересные факты
- За победу на чемпионате мира 2006 года союз охотников Эстонии подарил Инешину лицензию на отстрел одного лося[6], а правительство Эстонии наградило спортсмена 300 тысячами крон[7].
- В данный момент Инешин работает таксистом в Таллинне.